# Classic Sud Ardèche 2020
De 20e editie van de wielerwedstrijd Classic Sud Ardèche werd gehouden op 29 februari 2020. De renners reden 184,4 kilometer in en rond Guilherand-Granges. De wedstrijd maakte deel uit van de UCI Europe Tour 2020, in de categorie 1.Pro. In 2019 won de Fransman Lilian Calmejane. Deze editie werd gewonnen door de Fransman Rémi Cavagna.

## Deelnemende ploegen
| WorldTour             | ProContinentaal                    | Continentaal          |
| --------------------- | ---------------------------------- | --------------------- |
| AG2R La Mondiale      | Arkéa-Samsic                       | Saint Michel-Auber 93 |
| Cofidis               | B&B Hotels - Vital Concept p/b KTM |                       |
| Deceuninck–Quick-Step | Bingoal-Wallonie Bruxelles         |                       |
| EF Pro Cycling        | Burgos-BH                          |                       |
| Groupama-FDJ          | Caja Rural-Seguros RGA             |                       |
| NTT Pro Cycling       | Circus-Wanty Gobert                |                       |
| Trek-Segafredo        | Fundación-Orbea                    |                       |
|                       | NIPPO DELKO One Provence           |                       |
|                       | Rally Cycling                      |                       |
|                       | Riwal-Readynez Cycling Team        |                       |
|                       | Team Total Direct Energie          |                       |
|                       | Vini Zabù-KTM                      |                       |

## Uitslag
| Faun-Ardèche Classic |                       |                       |          |
| Plaats               | Naam                  | Ploeg                 | Tijd     |
| Winnaar              | Rémi Cavagna          | Deceuninck–Quick-Step | 5u13'10" |
| 2                    | Tanel Kangert         | EF Pro Cycling        | + 2'51"  |
| 3                    | Guillaume Martin      | Cofidis               | + 2'55"  |
| 4                    | Warren Barguil        | Arkéa-Samsic          | + 3'24"  |
| 5                    | Nicolas Edet          | Cofidis               | + 4'35"  |
| 6                    | Lorenzo Rota          | Vini Zabù-KTM         | + 5'07"  |
| 7                    | Mikkel Frølich Honoré | Deceuninck–Quick-Step | + 5'22"  |
| 8                    | Ben King              | NTT Pro Cycling       | + 5'36"  |
| 9                    | Nans Peters           | AG2R La Mondiale      | + 5'38"  |
| 10                   | Andrea Bagioli        | Deceuninck–Quick-Step | + 5'43"  |
|                      |                       |                       |          |
| 41                   | Maurits Lammertink    | Circus-Wanty Gobert   | + 19'16" |

2001 · 
2002 · 
2003 · 
2004 · 
2005 · 
2006 · 
2007 · 
2008 · 
2009 · 
2010 · 
2011 · 
2012 · 
2013 · 
2014 · 
2015 · 
2016 · 
2017 · 
2018 · 
2019 · 
2020 ·
2021 ·
2022 · 
2023 · 2024 · 2025